# Joanna Rak
Joanna Monika Rak (ur. 1990) – polska politolog, profesor nauk społecznych.

## Życiorys
W 2006 ukończyła Gimnazjum nr 14 im Królowej Jadwigi w Częstochowie, a w 2009 tamtejsze IV Liceum Ogólnokształcące im. Henryka Sienkiewicza. Na Uniwersytecie Mikołaja Kopernika w Toruniu uzyskała licencjat w 2012, tytuł magistra w 2014 (w międzyczasie, w 2013 wydała książkę O kierowaniu wrażeniem. Język polityki polskiej po 1989 roku), a w 2016 obroniła pracę doktorską pt. Podstawy wobec bezpieczeństwa kulturowego w dyskursie sejmowym w latach 2004–2011, której promotorem był prof. Roman Bäcker (wydano ją jako książkę w 2018). W 2019 habilitowała się na podstawie pracy zatytułowanej Teoretyzacja kultur przemocy politycznej w okresie wychodzenia z kryzysu ekonomicznego: analiza ruchów społecznych w perspektywie porównawczej na Uniwersytecie im. Adama Mickiewicza w Poznaniu, gdzie została pracownikiem naukowym. W 2025 uzyskała tytuł profesora nauk społecznych w dyscyplinie nauki o polityce i administracji.
Należy do Rady Dyscyplin Naukowej – Nauk o Polityce i Administracji, Nauki o Komunikacji Społecznej i Mediach, Nauki o Bezpieczeństwie UAM. Laureatka konkursów Polskiego Towarzystwa Nauk Politycznych, Nagrody Naukowej „Polityki” (2022) i nagrody Międzynarodowego Towarzystwa Nauk Politycznych (2023). Otrzymała również stypendia ministra nauki i szkolnictwa wyższego oraz Fundacji na rzecz Nauki Polskiej. Jest autorką licznych publikacji.

## Wybrane publikacje
- O kierowaniu wrażeniem. Język polskiej polityki po 1989. Radzymin: Wydawnictwo Von Boroviecky, 2013, ss. 294. ISBN 978-8-36-074835-0
- Theorizing Cultures of Political Violence in Times of Austerity: Studying Social Movements in Comparative Perspective. Londyn, Nowy Jork: Routledge, 2018, ss. 206. ISBN 978-0-367-66642-2 (ang.)
- Postawy wobec bezpieczeństwa kulturowego w polskim dyskursie sejmowym 2004–2011. Warszawa: Dom Wydawniczy Elipsa, 2018, ss. 440. ISBN 978-83-8017-204-3
- Neo-Militant Democracies in Post-Communist Member States of the European Union. Londyn, Nowy Jork: Routledge, 2022, (współredakcja z Romanem Bäckerem), ss. 268. ISBN 9781032156538 (ang.)
- The Global Authoritarian Turn, Democratic Vulnerability, and Geo-Digital Competition, Geopolitics, 2022, 27(2): 680–686. https://doi.org/10.1080/14650045.2021.1947694. (ang.)
- Generating Public Engagement to Control Protest: State-Managed Vigilantism in Poland, Javnost – The Public, 2023, 30(3): 322–328. https://doi.org/10.1080/13183222.2023.2198934. (ang.)
- (red.) Why Neo-Militant Democracies Endure: The Inner Six in Comparative Perspective. Londyn, Nowy Jork: Routledge, 2024, ss. 236. ISBN 9781032690797 (ang.)
- Democracy and Its Enemies in EuropeSuccesses and Failures in Combating Autocratic Threats (współredakcja z Romanem Bäckerem), Routledge, Nowy Jork – Londyn, 2025, ISBN 9781032954745 (ang.)
- Pandemic-Era Civil Disorder in Post-Communist EU Member States. Londyn, Nowy Jork: Routledge, 2024 ss. 400. ISBN 9781032843780 (ang.)